# میرزا شفیع واضح تبریزی
میرزا شفیع واضح تبریزی یا میرزا شفیع گنجوی روشنفکر، شاعر، ادیب، نسخه‌نویس ایرانی و نامدارترین سرایندهٔ آذربایجانی زبان در اروپا است. میرزا شفیع انسانی آزاده، ترقی‌خواه، و از پیشگامان روشنفکری در ایران است و از شاعران دوزبانه که هم به فارسی و هم به ترکی آذربایجانی می‌سرود. او در ایران زاده شد و سپس زیست‌گاهش از ایران جدا شد، سرزمینی که امروز بخشی از جمهوری آذربایجان است.
از شاگردان نامدار واضح تبریزی می‌توان میرزا فتحعلی آخوندزاده و بودنشتدت را نام‌برد. او را دانای گنجه نامیده‌اند. شعر می‌سرود و واضح تخلص می‌کرد. سروده‌هایش با ترجمهٔ بودنشتدت به اروپا و جهان معرفی و نامدار شد، اما بین ایرانیان گمنام ماند.
هاینریش بروگشن می‌نویسد: «اشعار او به ترجمهٔ بودنشتدت ولوله‌ای در غرب به پا کرده و سبک تازه‌ای از هنر شعر به وجود آورده … هیچ ایرانی نیست که واضح را بشناسد مگر داروفروشی آلمانی زبان که گاهی بودنشتدت را با او در داروخانه‌اش دیده‌است.»
واضح تبریزی را نباید با واضع تبریزی یکی دانست که این یک میرعلی تبریزی است و «واضع» خط نستعلیق، و آن یک میرزا شفیع تبریزی که «واضح» تخلص او بود. برای نمونه:
| بیا واضح از این عشق مجازی |  | حقیقت یاب بینی سرفرازی |

## زندگی‌نامه
به سال ۱۷۹۴ م/۱۱۷۲ ش در گنجه به دنیا آمد. پدرش کربلایی صادق معمار دربار جوادخان یا جواد قاجار - آخرین فرمانروای ایران در گنجه- و پدربزرگش محمد شفیع از سرشناسان گنجه بود. زندگی‌نامه نویسان شوروی پیشین او را زادهٔ گنجه دانسته‌اند، اما برخی منبع‌ها نیز آورده‌اند که او از تبریز یا شیراز به گنجه رفته‌است.
حاجی عبدالله آموزگار او بود و انگیزهٔ آموختن را در او پروراند. در دوران مدرسه پدرش را از دست داد و حاجی‌عبدالله سرپرستی‌اش را پذیرفت و یکصد سکه اشرفی طلا نیز برای میرزا به ارث گذاشت. ملا عبدالله میرزایی آزاداندیش بود که آدولف برژه * خاورشناس هم‌روزگارش می‌نویسد: «از لحاظ هوش و فکر مرد برگزیده‌ای بود و خوی و منش عالی داشت.» او در مدرسهٔ متوسطهٔ گنجه زبان پارسی، زبان عربی، و علوم شرعی را آموزش می‌داد و میرزا نیز به نیکی می‌آموخت. آدولف برژه می‌نویسد: «طلبه‌های گنجه وقتی به انقلاب فکر میرزاشفیع پی‌می‌برند، از تدریس و تعلیم او امتناع می‌ورزند»، زیرا ملاها او را ملحد و کفرگو و سست‌دین دانسته و آزارش می‌دادند و او نیز علیه آنان چکامه‌های طنز می‌سرود. یکی از این بدگویان ملایی است از بغداد که خود را دانای بغداد می‌نامیده‌است و همیشه به‌دنبال سرزنش و نکوهش دانای گنجه بوده‌است.

از این رو میرزا نتوانست آموزش خور را به پایان برساند و زبان عربی را نیز بایسته نیاموخت. پس از این خود شروع به خواندن و یادگیری کرد و خواندن آثار سرایندگان و اندیشمندان شرقی را آغاز کرد و نوشته‌های فردوسی و سعدی و خیام و حافظ را به پارسی خواند.
حاجی عبدالله برای کمک‌خرج او را مباشر املاک بسته خانم –دختر جواد خان- می‌کند و «میرزا» ی ایشان می‌شود و زین‌پس میرزاشفیع آوازه می‌یابد. همچنین میرزا از دوست و استادی به‌نام عُمَر نام می‌برد که او را عمر افندیِ دانا می‌گوید.

### نخستین دلدادگی میرزا
بوندشتدت در بخش چهارم کتاب خویش دلدادگی میرزا از زبان خودش بازگو می‌کند. او دلباختهٔ زلیخا دختر ابراهیم خان، خان گنجه می‌شود و شش ماه روز و شب بدون آنکه بداند به دیدارش از دور می‌رفته و آوازهایی در وصف عشق او می‌خوانده‌است. اما از اینکه دارا نبوده و خان او را نمی‌پذیرفته، ترس داشته‌است. همچنین بنا بر این بوده که او را به احمد خان، خانِ آواریا بدهند.
نه مقدورم که رویش را ببینم * نه از باغ وصالش گل بچینم
نه کس محرم درین اسرار بوده‌است * نه کس در غمخوری غمخوار بوده‌است
روزی فاطمه، ندیمهٔ زلیخا، به پیش میرزا می‌رود و از دلباختگی بانویش به میرزا می‌گوید و قراری می‌گذارند که میرزا فردای آن روز از راه دور آوازی بخواند و اگر بانو زلیخا او را پذیرفت، برایش گل بیندازد و اگر نه، خار به پایش افکند. چنین می‌شود و میرزا عاشقانه‌ترین سرودهٔ خود را می‌خواند و غنچه‌ای از گل رز پاداش می‌گیرد.
خان گنجه از نبرد با روس‌ها بازمی‌گردد، آمد خان با کابین/جهاز زلیخا به همراه او، پس به پاس پیروزی جشن می‌گیرند و به پیشنهاد زلیخا مسابقه آوازخوانی راه می‌اندازند. میرزا آن مبارزه را می‌برد و نه از خوشی جایزهٔ سیمین برنده را می‌گیرد و نه از سرمستی بادافره بازندگان می‌دهد: برنده می‌توانسته سازهای بازندگان را بشکند و خُرد نماید.
شبانه به همدستی فاطمه و دوست ارمنی خود –آکیم- آماده شده و میرزا، زلیخا، فاطمهی عاشقِ آکیم، و خودِ آکیم از گنجه می‌گریزند و تا به شروان بروند و سرانجام پس از سه روز سربازان خان دختران را پیدا کرده و به کاخ بازمی‌گردانند و تنها دلشکستگی برای میرزا می‌ماند و سروده‌های سوزناک و شورانگیز، به‌گونه‌ای که بیشتر سروده‌های او یا برای زلیخا بوده و نام او را پیاپی می‌آورد.

### جدایی گنجه از ایران
در سال ۱۸۲۶م/۱۲۰۴خ جنگ ایران و روس آغاز شد، جنگی که پایانش واگذاری سرزمین‌های ایرانی به روسیه و عهدنامه ترکمانچای شد (شعبان ۱۲۰۶خ/ فوریه ۱۸۲۸م). در این بین بسته خانم همراه برادرش (اوغورلو خان) به ایران بازمی‌گردد و میرزا بیکار و تنگدست می‌شود و برای گریز از فشارهای مالی خطاطی و از کتاب‌ها نسخه‌برداری و آموزگاری می‌کند و موفقیت‌هایی به‌دست می‌آورد، تا جایی‌که اجازه می‌یابد در یکی از حجره‌های مسجد/مدرسه شاه عباس گنجه بنشیند و به کودکان نگارش نستعلیق بیاموزد که در این زمان آخوندزاده نیز شاگرد او شده و افزون بر خط حکمت و عرفان نیز آموخت و سرانجام میرزا شاعر و خطاط و آموزگاری توانا و نام‌ور شد.
در ۱۸۴۰ م / ۱۲۱۸ خ به تفلیس می‌کوچد که آن روزها کانون اندیشه و ادب مترقی بود و جانشین آخوندزاده در مدرسهٔ روسی تفلیس می‌شود و با پشتیبانی او آموزگار زبان و ادبیات زبان‌های فارسی و آذربایجانی در مدرسهٔ قضا (ناحیه) می‌شود و دوران شکوفایی میرزا فرارسیده، روزگارش نیک و خوش و سرگرم آموزش و آموختن، چنان‌که به هنگام رفتن سرودهٔ «وداع با تفلیس» را در شکایت از روزگار می‌سراید. او شش سال آنجا می‌ماند و با سرایندگان و دانش‌وران آذربایجانی و روس و گرجی و ارمنی و اروپای غربی آشنا و گاه همنشین می‌شود، کسانی چون عباسقلی باکیخانوف، * آخوندزاده، خاچاطور آبوویان –بنیان‌گذار رئالیسم نوین ارمنستان- * می‌شود و سروده‌ای از «و. ولتمان» با نام «چرا بامداد روشن را مه گرفت» را به فارسی برمی‌گرداند.

در ۱۸۴۶ به گنجه بازمی‌گردد و آموزگاری و شاعری می‌کند که از دوستانش در این دوران می‌توان شیخ ابراهیم ناصح و میرزا مهدی ناجی را نام برد.

در سال ۱۸۵۰ به تفلیس بازگشته و در مدرسهٔ عالی نجبا به زبان آذربایجانی آموزش می‌دهد و سرانجام در شانزدهم نوامبر ۱۸۵۲ م/ بیست و ششم آبان ماه ۱۲۳۰ش در تفلیس درگذشته و به خاک سپرده می‌شود.
منطقه قفقاز در دورهٔ پس از جدایی از ایران در منابع جمهوری آذربایجان، ارمنستان و گرجستان مورد توجه قرار گرفته‌است. در میان شخصیتهای این دوره میرزا محمد علی کاظم‌بیک، عباسقلی آقاقدسی معروف به باکیخانوف، آخوندزاده، میرزا جعفر توپچی باشی، اسماعیل کوتکاشینلی، قاسم ذاکر، حاج زین‌العابدین شیروانی، میرزا آدگوزل‌بیک، میرزا جمال و کریم آقا فاتح از شمار افراد برجسته‌ای بودند که با نگارش کتاب‌ها، ترجمه و آموزش در مرکزهای علمی آن زمان، از جمله در تفلیس، در توسعه شرق‌شناسی و ایرانشناسی تأثیرگذار بوده‌اند.

## میرزا و بودنشتدت

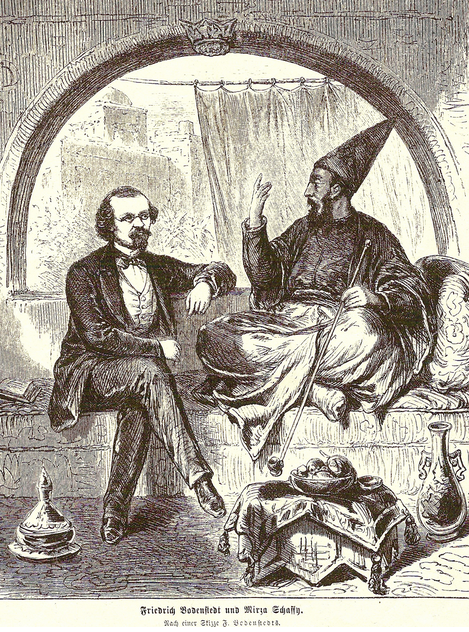
میرزا شفیع و فردریش مارتین فون بودنشدت

فریدریش مارتین فون بودنشدت در ۱۸۴۱ م برای آموزش زبان‌های بیگانه به فرزندان شاهزاده گالیتزین به روسیه رفته و پس از سه سال به دعوت ژنرال نیدتگرات -فرماندار قفقاز- برای فراگیری زبان‌های شرقی به تفلیس می‌رود.
او با میرزا شفیع آشنا شده و از او زبان فارسی می‌آموزد و میرزا را با آثار کلاسیک غرب آشنا می‌سازد. او می‌نویسد: «هر بار پس از پایان درس او را با آثار گوته، هاینه، شیلر، تامس مور، و بایرون آشنا می‌کردم. از بایرون بیشتر خوشش می‌آمد. هر مطلبی می‌خواندم احتیاج به تفسیر نداشت، میرزا همه را بدون شرح می‌فهمید.»

در سال ۱۸۴۴ میرزاشفیع دست‌نوشته‌های خویش را به بودنشتدت می‌دهد که بودنشتدت آن را هدیهٔ دوستیِ میرزا در برابر سوغاتی‌ای می‌داند که برایش از ایروان برده بود. او می‌افزاید که میرزا با خط خودش و برای او در آغازِ دست‌نویس‌ها نگاشته و آن نوشته‌ها را «مفتاح العقول» نام نهاده بود که دربرگیرندهٔ سخنان حکیمانه و فیلسوفانهٔ آموزگارش بود: «به سبب رجا و التماس مکرر شاگرد و دوستم نشتدت افندی، من میرزا شفیع این مجموعه را که عبارت از قصاید، غزلیات، مربع، مقطعات و مثنویات خودم است، به او هدیه می‌کنم.»

او آثار میرزا شفیع را در سال ۱۸۴۶ با خود به آلمان برده و گزیده‌ای از آن‌ها را به آلمانی برگردانده و در برلن چاپ می‌کند و در بارهٔ این ترجمه می‌نویسد: «... آنجا که می‌توان اندیشهٔ شاعر را عینن ترجمه کرد، من گفته‌های او را به زیور زبان آلمانی آراستم. بیشتر این ترانه‌ها در حضور من و جلوی چشم من آفریده شده‌اند. از این رو، شان نزول آنهایی را که در خاطرم مانده را آوردم.»
او سال‌ها بعد کتاب «هزار و یک روز در مشرق زمین» را چاپ می‌کند و بخشی از این ترجمه‌ها را در آن آورده و از چگونگی زندگی و نوآوری‌های میرز سخن می‌راند و او را به عنوان سراینده چنین چکامه‌هایی می‌ستاید و می‌نویسد: «... وعده‌های تو به ثمر رسید، سرودهای تو در قلب زنان و دختران ما بهترین مأوا پیدا کرد، اکنون نام تو در باختر با احترام و افتخار یاد می‌شود.»

سپس او کتاب کم‌حجم و پرآوازهٔ «ترانه‌های میرزا شفیع» را به زبان آلمانی چاپ می‌کند که به‌زودی برای خیام‌وار بودن آن و اشتیاق اروپاییان به فرهنگ مشرق‌زمین در آن روزگار به زبان‌های انگلیسی، فرانسه، ایتالیایی، روسی، نروژی، هلندی، دانمارکی، لهستانی، چک، و حتی به زبان یهودی باستان ترجمه شده و فراگیر می‌شود. از جمله میخاییل لاریبونوویچ میخاییلف نیز در مجموعه شعری که در سال ۱۸۶۲ به زبان روسی در برلن چاپ می‌کند سروده‌ای از میرزاشفیع رو می‌آورد. سروده‌ای نیز در مجموعهٔ «روسکایا استارینا» به سال ۱۸۸۷ در سن‌پترزبورگ چاپ می‌کند و سرودهٔ دیگری از میرزا شفیع را در خود می‌گنجاند. پس از میخاییلف دیگران شاعران روس مانند و. مارکف، ر. رامشف، ن. ایفرت و دیگران نیز سروده‌های میرزا شفیع را در مجموعه‌های گوناگون ترجمه و چاپ کردند تا سرانجام ایفرت در سال ۱۸۸۰ ترجمهٔ دیوان میرزا شفیع را به روسی در مسکو چاپ کرد.

بودنشتدت پس از فراگیری و نام‌آوری سروده‌های میرزا شفیع در سال ۱۸۷۳ ادعا کرد سرایندهٔ شعرها خود اوست و کسی به نام میرزا شفیع وجود خارجی ندارد! این ادعا با تأیید برژه همراه می‌شود که به گفته‌های ملا احمد سلیانی –شیخ‌الاسلام قفقاز- استناد کرده و میرزا شفیع را شاعر ندانسته بود! این ادعای سلیانی ادامهٔ درگیری‌های شیخ‌ها و روحانیون با میرزا شفیع بود و اگر می‌توانستند وجود او را نیز نفی می‌کردند.

ادعاهای بودنشتدت باعث شد تا سال‌ها "ترانه‌های میرزا شفیع فراموش شود و ترانه‌ها را "ترانه‌های بودنشتدت" بنامند.

بودنشتدت در ترجمهٔ شعرها امین نبوده و به سلیقهٔ خود افزون و کاستی‌هایی داشته‌است و بنابراین همهٔ سروده‌های «ترانه‌های میرزا شفیع» از آن میرزا شفیع واضح نیست. سروده‌هایی که به گفته حسین محمدزاده صدیق با رنگ و بوی آذربایجانی بیگانه است و حال و هوای آلمانی و اندیشه‌های کانت و کانت‌گرایان را به یاد می‌آورد.

اگر سلمان ممتاز در ۱۹۲۶ م سروده‌های میرزا شفیع را گردآوری و چاپ نکرده بود، چه بسا نام میرزا به فراموشی می‌گرایید و دست‌کم دیگر او را سراینده و شاعر نمی‌دانستند.

## میرزا و آخوندزاده
واضح تبریزی آزاداندیشی را از استاد خویش حاجی عبدالله آموخت و آن را به شاگردش آخوندزاده آموزاند.
آخوندزاده می‌نویسد روزی در پاسخ میرزا که هدفم از تحصیل را می‌پرسید پاسخ دادم می‌خواهم روحانی شوم و پاسخی داد که اندیشه‌ام را دگرگون کرد: «می‌خواهی تو ریاکار و شارلاتان بشوی … عمر خود را در صف این گروه مکروه ضایع مکن، شغل دیگر پیش‌گیر.» او را آگاه می‌سازد و پرده غفلت از نظرش می‌اندازد و «بعد از این قضیه از روحانیت نفرت کردم و نیت خود را تغییر دادم.»

میرزا در سروده‌ای او را عاقل و بالغ و دارای ذهنی جستجوگر می‌داند که روحش را آزاد گردانید: «او بالغ بود به کودکی … می‌شد از او کار سترگی را امید داشت»

## دیوان عقل
شفیع گنجوی به سال ۱۸۴۴ در تفلیس دیوان عقل یا دیوان حکمت را با گرایش و شعار عقل بنیان نهاد که دوستان و شاگردانش شرکت‌کنندگان آن بودند. در این نشست‌ها آخوندزاده، بودنشتدت و چند شاعر و متفکر مسلمان و ارمنی و روس و گرجی آشنا به زبان و ادبیات شرق، زبان‌شناس و باستانشناسی آلمانی که بوندشتدت او را «ر» می‌نامد، حتی توریست‌ها نیز شرکت می‌کرده‌اند و دربارهٔ شاعران بزرگ ایران گفتگو می‌کردند و میرزا شفیع هم سروده‌هایش در انتقاد و طعنه‌زدن به اهل دین و دولت را آنجا می‌خواند.

از آنجا که آموزگار میرزا فتحعلی آخوندزاده بوده می‌توان او را از بنیانگذاران و پیشگامان جنبش ترقی‌خواهی در ایران نامید. گاهی نیز او را روحانی ستیز و رئیس انجمن فراماسونری نامیده‌اند اما فریدون آدمیت این ادعا را بررسی کرده و منبع معتبری بر این ادعا نیافته و کار او را بیشتر آگاه کردن و باسواد کردن مردم دانسته‌است.

## مرده ریگ
تولستوی میرزا شفیع را ستوده و در نامه‌ای به آ. فت –شاعر هم‌روزگار خویش- گفته که «این شعرها سرشار از زیبایی است.»

او به سال ۱۸۴۰ در مدرسه روسی تفلیس آموزگار بود و نخستین کتاب درسی به زبان مادری منطقهٔ آذری‌زبان قفقاز و قره‌باغ را تهیه کرد. از آنجا که آموزش زبان فارسی و آذری آزاد بود و کتابی هم برای آموزش در دسترس نبود، همراه با ای. گریگوریف –آموزگار زبان‌های شرقی آن مدرسه- نگارش "منتخبات درسی" به زبان آذری را آغاز کرد، که نخستینِ آن "فرهنگ آذری به روسی" در ۱۸۵۱ چاپ شد و به سبب دشواری‌هایی پخش نشد و دومین بخش کتاب که خود شامل دو بخش برای دبستان و دبیرستان بود پس از مرگش در ۱۸۵۵ در تبریز چاپ شد.

منتخبات به جز واژه‌نامه سه بخش اصلی داشت که متن‌ها و منظومه‌ها و سروده‌هایی از زبان‌های فارسی و عربی ترجمه شده و عبارت بودند از:

- اندرزنامه‌های اخلاقی و گزیدهٔ مفصلی از روضةالصفا نوشتهٔ میرخواند

- نمونه‌هایی از کتاب‌هایی مانند "قراباغ‌نامه"* و «دربندنامه»

- نمونه‌هایی از قصیده‌های محمد فضولی و مثنوی «لیلی و مجنون»

بودنشتدت پس از «هزار و یک روز در مشرق زمین» دو کتاب به نام او چاپ کرد. نخستین به نام «ترانه‌های میرزا شفیع» در سال ۱۸۵۱ و دیگری به‌نام «باقی میراث میرزا شفیع» در سال ۱۸۷۳.

در «ترانه‌های میرزا شفیع» زندگی ارزشمند است و چکیدهٔ آن سه چیز است: ۱. آزادی ۲. بهره‌وری از خوشی‌ها و لذت‌های این جهانی ۳. طنز و انتقاد از زهد و ریا

### سروده‌ها و درون‌مایهٔ آن
نوشته‌های میرزا را شاعری به نام سلمان ممتاز به سال ۱۹۲۶ م و در ۸۱ مصراع گردآوری و از نابودی آن‌ها جلوگیری کرد.

اکنون از آن همه سروده تنها سه غزل و یک نوشته به زبان فارسی و یک غزل، یک مخمس، یک قطعه، سه تک‌بیت به زبان آذری و نیز چند رباعی برجای مانده‌است.

درون‌مایه سروده‌ها دوستیِ پاک و بی‌آلایش عاشق نسبت به معشوق است و برتری عشق: «تنها مرهم و راز دل من اوست». او از حسن مطلق دم می‌زند، گونه‌ای از باورهای «وحدت وجود» ی، نیز از خرافات بیزار است. گویند به حافظ ارادت می‌ورزید.

مخمس او ردیف "سوسنی" دارد که گویا از دختری ارمنی به نام "سوسانناً می‌گوید و او را زیباتر از همهٔ پری‌چهران می‌داند:

خورشید هر بامدادان سر به آستانت می‌ساید

اندام تو را سرو اگر در باغ بیند، به رفتار آید

غنچه در برابر دهانت گردن خم می‌کند

ای کافر! انجام عشقت به جایی رسیده که

اگر واضح را مسلمان خوانند، بهتان زده‌اند، سوسنا.

در این مخمس اندرونهٔ "اهل درد، ناکامی درعشق، گلایهٔ معشوق و شکوه از هجران با تعبیرهای مجازی مجسم شده‌است.

غزل آذری‌زبان آن که سلمان ممتازِ شاعر آن را نخستین بار منتشر کرد اینگونه آغاز می‌شود:

نه قدر کیم فلکین ثابت و سیاره‌سی‌وار،

اول قدر سینه‌ده غمزه‌ن اوخونون یاره‌سی‌وار.

(زخم تیرِ غمزهٔ تو بر سینهٔ من گویا به شمارهٔ ثابت‌ها سیاره‌های فلک است)

او در یک رباعی می‌سراید:

| جان و تن من فدای یک بوسهٔ یار |  | آمال و خیال من بر او باد نثار |

| عاشق منم و به عشق او در غم و درد |  | شیدا منم و به هجر او زار و نزار |

آنتون روبینشتاین بر روی سروده‌های وی آهنگ گذاشت.

### نثر میرزاشفیع
حسب حال

مه نو سفرم!

| رفتی ز نظر، دیده ز دل اشک روان کرد |  | رسمی است پی نوسفران آب فشان کرد |

و اللّیل اذا یغشی! هلاک عاشق شب فراق است؛ و النّهار اذا تجلّی! سرمایهٔ عمر روز وصال… وداع دوستان رسمی است قدیم، و اطوار یاران خلقی است کریم. پس از چه جهت آن مبدل به لاف شد و این متغیر به خلاف؟
| ای شهرهٔ شهر، از چه شدی شهربه‌شهری؟ |  | کلّ بدری اذا سیرته فسیرته که هلالی |

| دور از تو اگر دیده چنین خون جگر ریخت |  | ما تنظر قد وجهک الاّ بخیالی |

کدام خاک راه به تقبیل گَرد لعل سمندت سر به چرخ برین است؛ و کدامین سرمنزل ز نسیم طرهٔ مشکینت رشک صحرای چین؟

| در خانهٔ زین جلوه‌کنان، عربده‌جویان |  | هرجا که، بدین شکل و شمایل بخرامی |

| از رشک شود چرخ برین حلقه بگوشت |  | وز عجز نهد ره به جبین داغ غلامی… |

هرجا که اشراقات قلبی است، چه دعا، چه سلام؟ و آنجا که برید محبت است چه قاصد، چه پیام؟
| صدر حرم وصل تو را راه صبا کو؟ |  | یارای گذشتن نکند پیک خیالم |

بازآی، بازآی که، بی‌تو دیده را نور نیست و دل را سرور نی.
| نه چارهٔ خنده، نه مجال گفتار |  | نه زهرهٔ نشست، نه یارای رفتار |

| نه قدرت صبر، نه قوّت آه |  | جان در کف و چشم بر راه |

بازآی، بازآی، خورشید طلعت بنما. پرده از جمال بگشا. مجلس حریفان بیارا. چه جای قطعاً ایدیهین؟
| دست از ترنج عجب نیست نشناختن، بریدن |  | در تار هر کمندت صد سر بریده داری |

### طنز میرزا شفیع
او در بسیار از سروده‌ها زهد و شیخ‌الاسلام‌ها و زاهدان و مفتی‌ها را به چالش کشیده و با چاشنی طنز و کنایه آنان را به سخره می‌گیرد و کاستی‌های زندگی را برمی‌شمارد، به ویژه در منظومه‌های «تیمور»، «درویش»، «سعدی و شاه»، «پرسش و پاسخ». در یکی از آن‌ها می‌گوید:

نادان را باش که دنیا را به خود تنگ می‌گیرد

و به امید حوری‌ها و قصرها می‌نشیند

ما را از آتش دوزخ مترسان

خردمند را از سخن پوچ باکی نیست

مفتی را بگویید هرچه خواهد افسون کند.

بودنشتدت در کتاب «هزار و یک روز در مشرق زمین» می‌گوید: «روزی میرزا شفیع را خشمگین دیدم که می‌گفت از من بازی خرس می‌خواهند و در توضیح آن گفت چنان‌که دندان‌های خرس را درمی‌آورند و خودش را نیز به زنجیر می‌کشند و می‌گردانند. مرا نیز خواهند که دهان بربندم و به ساز آنان برقصم. به من می‌گویند که با شعرهای لامذهب خود جوانان را از راه به‌در می‌کنی.»

### کتاب‌ها
- دو گفتار ادبی پیرامون زندگی و خلاقیت قوسی تبریزی و میرزا شفیع واضح؛ حسین محمدزاده صدیق؛ تهران؛ ۱۳۵۶
- میرزا شفیع واضح تبریزی شهره در اروپا و گمنام در ایران؛ ابوالفضل علیمحمدی؛ تهران؛ ۱۳۸۴
- اندیشه‌های میرزا فتحعلی آخوندزاده؛ فریدون آدمیت؛ تهران؛ ۱۳۴۹
- میرزا شفیع واضح؛ علی سعیدزاده؛ باکو؛ ۱۹۲۹
- تاریخ آذربایجان؛ ا.ن. قلی‌اوف؛ ترجمه ا.ا. افشار؛ تهران؛ ۱۳۵۹
- میرزا شفیع واضح؛ حمید محمدزاده؛ باکو؛ ۱۹۸۶
- میرزا شفیع واضح (نغمه‌لر)؛ لیلی قدیرزاده؛ باکو؛ ۱۹۸۷
- از صبا تا نیما؛ یحیی آریانپور؛ ج۱؛ تهران؛ ۱۳۵۰
- نه شرقی، نه غربی، انسانی؛ عبدالحسین زرین‌کوب؛ از صبا تا نیما؛ تهران؛ ۱۳۸۴
- دانشنامه ادب فارسی؛ حسن انوشه؛ تهران؛ ۱۳۸۲
- تذکرهٔ شعرای آذربایجان؛ محمد دیهیم؛ ج۵؛ تبریز ۱۳۷۱
- تحفهٔ درویش؛ عزیز دولت‌آبادی؛ تبریز؛ ۱۳۷۹
- سیاحت‌نامه ابراهیم‌بیگ؛ زین‌العابدین مراغه‌ای؛ تهران؛ ۱۳۸۴
- سفری به دربار سلطان صاحبقران؛ بروگش، هینریش؛ ترجمه مهندس کردبچه؛ تهران؛ ۱۳۶۸
- Friedrich Martin von Bodenstedt; Richard Waddington; The morning-land; or, A thousand and one days in the East, from the Germ
- Akhundof , M. Rafili, Moscow, 1959
- Poetry Azarbaijana, Moscow, 1962

### جستارها
- سرایندگان شعر پارسی در قفقاز؛ عزیز دولت‌آبادی؛ نشریه آینده؛ سال نوزدهم؛ شماره ۱۲–۱۰
- معرفی و نقد کتاب: گذری بر اندیشه‌ها و آثار عباسقلی آقاقدسی (باکیخانوف)؛ رحیم رئیس نیا؛ فصلنامه تاریخ روابط خارجی؛ پاییز ۱۳۸۱؛ شماره ۱۲
- پروتستانتیسم اروپایی و اصلاح طلبی آخوندزاده؛ علی‌رضا ذاکر اصفهانی؛ کتاب نقد؛ پاییز ۱۳۷۹؛ شماره ۱۶
- مشارکت‌کنندگان ویکی‌پدیا. «میرزا شفیع واضح تبریزی». در دانشنامهٔ ویکی‌پدیای انگلیسی، بازبینی‌شده در ۲۲ آذر ۱۳۹۱.